# 高橋揆一郎
高橋 揆一郎（たかはし きいちろう、1928年4月10日 - 2007年1月31日）は、北海道出身の日本の小説家。本名、良雄（よしお）。歌志内市名誉市民。

## 来歴
歌志内市上唄の炭鉱長屋で生まれる。歌志内小学校卒業後、北海道庁の給仕をしながら、庁職員養成を目標とした札幌市の私立昭和中学校（夜間中学）を卒業。
卒業後、母校の歌志内小学校で代用教員を2年間勤め退職、北海道第一師範学校（現・北海道教育大学札幌校）に進学するも中退し、住友石炭鉱業上歌志内砿に入社。1970年に退社した後、時事漫画を中心としたイラストレーターの傍ら「くりま」で小説の同人活動を続け、1971年「3年間だけ小説を書かせてくれ」と妻に頼み込み、執筆活動に集中。『仮寓の半生』を「炭労文学」に、『すかんぽ』を北海道新聞文学賞に投稿。
1973年、『ぽぷらと軍神』で文學界新人賞を受賞してデビュー。出版社に『坑夫伝吉』という小説を送るも「主人公を女にしてはどうか」と提案され『観音力疾走』を執筆、同作が1977年に北海道新聞文学賞を受賞、また芥川賞候補にもなった。
翌年の1978年、『伸予』で北海道在住の作家として初めて芥川賞を受賞。
このほかの作品に新田次郎文学賞を受けた『友子』など、一貫して庶民を描き、炭鉱や炭鉱労働者を舞台とした自伝的小説を発表した。
2007年1月31日、肺炎のため78歳で死去。

## 顕彰
揆一郎の忌日は、3回忌にあたる2009年に「氷柱忌（つららき）」と命名された。
歌志内公園の一角に揆一郎の言葉「歌志内なくして　我が文学なし」と刻まれた文学碑が建立されている。
2017年、揆一郎にちなんだ「炭鉱（ヤマ）とふるさと作文賞」が創設された。

## 受賞歴
- 1973年 - 『ぽぷらと軍神』で第37回文學界新人賞
- 1977年 - 『観音力疾走』で第11回北海道新聞文学賞
- 1978年 - 『伸予』で第79回芥川賞
- 1978年 - 札幌市民芸術賞
- 1991年 - 北海道文化賞
- 1992年 - 『友子』で第11回新田次郎文学賞

## 著書
- 『観音力疾走 木偶おがみ』　東京新聞出版局　1978 のち文春文庫
- 『伸予』　文藝春秋　1978　のち文庫
- 『狐沢夢幻』　作品社　1979
- 『北の旗雲』　新潮社　1979
- 『別ればなし』　新潮社　1979
- 『北の道化師たち』　作品社　1980
- 『青草の庭』　新潮社　1981
- 『湯気に隠れて』　潮出版社　1981
- 『夏の月』　河出書房新社　1981
- 『さざなみ』　潮出版社　1981
- 『晩籟』　文藝春秋　1982
- 『地ぶき花ゆら』　講談社　1983
- 『舞々虫の賦』　河出書房新社　1983
- 『炭火赫く』　文藝春秋　1984
- 『雨ごもり』　福武書店　1985
- 『花筏』　潮出版社　1985
- 『北の絃』　新潮社　1986
- 『祭り化粧』　講談社　1988
- 『蛙鳴三昧』　潮出版社　1988
- 『五番棟の梅』　河出書房新社　1988
- 『えんぴつの花』　文藝春秋　1989 － 表題作は豊田正子、収録作『未完の馬』は神田日勝の評伝
- 『悪党のトマト』　河出書房新社　1990
- 『縄のれん放談』　北海タイムス社　1991
- 『友子』　河出書房新社　1991
- 『少年給仕』　新潮社　1992
- 『にぎにぎ』　河出書房新社　1994
- 『陽だまりのムービィ』　河出書房新社　1997
- 『夫婦旅せむ』　北海道新聞社　2000

## エピソード
2021年春に閉校した歌志内市内の小学校から旧歌志内国民学校在籍時の学籍簿が発見された。発見された学籍簿には旧歌志内国民学校高等科2年時の成績が記載されており、13教科が「優」、性行概評に「特ニ芸能科ニヨク、努力家ナレバ大成ヲ望メル」と記されていた。